# Disphragis splendens
Disphragis splendens is een vlinder uit de familie van de tandvlinders (Notodontidae). De wetenschappelijke naam van de soort is, als Rhuda splendens, voor het eerst geldig gepubliceerd in 1887 door Herbert Druce.

## Type
- holotype: "male"
- instituut: BMNH Londen, Engeland
- typelocatie: "Panama, Bugaba, 800-1500 ft"[2]